# Classe Friant
La classe Friant era costituita da tre incrociatori protetti della Marine nationale francese, costruiti per compiti essenzialmente coloniali, ma non per questo privi di interesse tecnico e operativo.
Il loro progetto, elaborato nel tardo XIX secolo, prevedeva un aspetto volutamente combattivo e minaccioso, così che essi, anziché sembrare quelle unità leggere che erano, somigliavano piuttosto a delle piccole corazzate.
Il disegno prevedeva uno sperone di prua esageratamente pronunciato, una poppa a bulbo, con un rigonfiamento notevole che aumentava la lunghezza dello scafo rispetto al ponte di coperta, fiancate larghe e rigonfie verso il basso, con un rapporto lunghezza-larghezza più simile ad una nave da battaglia che ad un incrociatore. Dal momento che essi erano navi destinate ai caldi climi tropicali tutto lo scafo era riccamente fornito di portelli rettangolari, piuttosto dei più piccoli oblò.
Il ponte, invece, era di semplice disegno, continuo da prua a poppa, con poche sovrastrutture al di fuori della plancia e una struttura analoga, addirittura più grande a poppa, ed entrambi questi blocchi avevano alberi tubolari piuttosto alti. Non mancavano 3 coppie di lance, 2 dei cannoni principali e i 4 secondari, ed infine i 3 fumaioli, bassi e armoniosi, nella parte centro-anteriore della nave.
L'apparato propulsivo verteva su motrici a vapore, dalla non impressionante potenza di 9500hp.
La corazzatura era piuttosto cospicua, con un ponte protetto da 30mm, che diventavano 80 nei punti in cui esso si inarcava, sopra la sala delle ingombranti macchine alternative. Altre corazze leggere erano presenti sulle postazioni dei pezzi d'artigliaria.
L'armamento era molto potente, con 6 cannoni da 164/30mm, 1 a prua, 1 a poppa, 4 su barabette laterali ad ampio campo di tiro, mentre i 4 cannoni da 100 erano sul ponte, 2 a prua e 2 a poppa. I 10 cannoni da 47mm previsti non trovarono applicazione pratica, tranne che alcuni — e solo per poco — sulla capoclasse, per motivi di stabilità, ciò che forse era la principale pecca del progetto: nei mari tropicali non vi è dubbio che i pirati necessitavano di attenzioni, e cannoni leggeri di questo tipo erano molto più utili che non le armi più pesanti, per tenerli a bada. Oltretutto, sullo scafo i vari portelli erano teoricamente un facile accesso per eventuali malintenzionati, agevolati anche dallo scafo rigonfio verso il basso.
Ma tutto questo si è rivelato solo teorico. I Friant, ottime navi coloniali, non subirono mai abbordaggi. I nomi erano altisonanti almeno quanto agguerrite le navi: Chasseloup-Laubat, Bougead e Friant. Altre 3 unità, leggermente modificate vennero varate successivamente ed erano Cassard, Du Cahyla e d'Assas.
Tutte queste navi operarono durante l'intera guerra del 1914-18, viaggiando dai Dardanelli alle Antille, all'Oceano Indiano.

## Unità
| Nome              | Cantiere              | Varo           | Entrata in servizio | Destino finale | Intitolazione                 |
| ----------------- | --------------------- | -------------- | ------------------- | --- | ----------------------------- |
| Bugeaud           | Arsenale di Cherbourg | aprile 1893    | gennaio 1895        | radiata nel gennaio del 1911 | Thomas Robert Bugeaud         |
| Friant            | Arsenale di Brest     | aprile 1893    | aprile 1895         | radiata nel giugno del 1920 | Louis Friant                  |
| Chasseloup Laubat | Arsenale di Cherbourg | 17 aprile 1893 | gennaio 1895        | ritirata dal servizio attivo nel febbraio del 1911, usata come impianto per la distillazione dal 1915 al 1923, dapprima a Corfù poi a Port-Étienne dove venne abbandonata e affondata nel 1926 | François de Chasseloup-Laubat |